# Römisches Militärlager auf dem Feldberg bei Lahnstein
Das Römische Militärlager auf dem Feldberg bei Lahnstein ist ein römisches Kastell auf dem Gebiet der Stadt Lahnstein in Rheinland-Pfalz.

## Lage, Entdeckung und Untersuchungen
Das römische Militärlager befindet sich auf dem höchsten Punkt des Feldbergs, eines 262 m hohen Berges bei Lahnstein auf der Höhe, knapp zwei Kilometer Luftlinie östlich von Niederlahnstein, knapp einen Kilometer südlich von Friedland und 2,7 km von der Lahnmündung entfernt. Der Platz war unter militärgeographischen Aspekten gut gewählt, da von dort aus das Gelände nach Norden, Westen und Süden hin flach abfällt und eine vorzügliche Sicht auf das Rhein- und das Lahntal besteht. Im Rahmen von geomagnetischen Prospektionen, die ursprünglich der Erforschung einer bereits bekannten Villa rustica dienen sollten, war man 2009 auf die Konturen des Kastells gestoßen, das daraufhin bis 2016 von der Landesarchäologie Rheinland-Pfalz näher untersucht wurde.

## Archäologische Befunde
Das römische Lager besaß einen schwach trapezförmigen Grundriss mit abgerundeten Ecken und nahm eine Fläche von rund 7,5 Hektar in Anspruch. Magnetographisch konnte ein einfacher Lagergraben einschließlich seiner Tore auf der nördlichen, westlichen und südlichen Seite der Anlage erfasst werden. Auf der östlichen Seite war im Magnetogramm keine Toranlage erkennbar, möglicherweise weil der Boden dort durch einen rezenten Feldweg zu sehr verdichtet ist. An der Nord- und Südseite des Lagers zeigten sich jeweils weitere, vorgelagerte Grabenstücke, an der Ostseite konnte ein solches Grabenstück während einer baubegleitenden archäologischen Untersuchung dokumentiert werden. Die Funktion dieser Grabenabschnitte ist gegenwärtig noch unklar, sie können jedoch nicht als Titula (vorgesetzte Grabenstücke zum Schutz des für den Torzugang unterbrochenen Verteidigungsgrabens) angesprochen werden. Eine Sondierungsgrabung im Bereich des Nordtores zeigte lediglich die Grabenköpfe und erbrachte den Nachweis, dass es sich um Spitzgräben handelt, lieferte aber keinerlei Hinweise auf die Konstruktionsweise des Tores und kein datierbares Fundmaterial.
Von der Innenbebauung des Kastells waren keinerlei Spuren nachweisbar. Ein im Magnetbild nahe dem Kastellzentrum sichtbarer, kreisförmiger Graben steht nicht im Zusammenhang mit dem Kastell, sondern gehört möglicherweise zu der weiter unterhalb gelegenen Villa rustica oder ist als prähistorischer Befund anzusprechen.
Mangels datierbarer Funde können derzeit noch keine Aussagen über Zeitstellung und Funktion der Anlage getroffen werden. Ob sie in einem Zusammenhang mit dem nahe gelegenen und ähnlich großen, 2016 entdeckten Römischen Lager „Auf dem Ehrlich“ steht, muss vorläufig offen bleiben.

## Denkmalschutz
Das Römische Lager auf dem Feldberg bei Lahnstein ist als eingetragenes Kulturdenkmal im Sinne des Denkmalschutzgesetzes des Landes Rheinland-Pfalz (DSchG) unter besonderen Schutz gestellt. Nachforschungen und gezieltes Sammeln von Funden sind genehmigungspflichtig, Zufallsfunde an die Denkmalbehörden zu melden.